# Peter Galvánek
Peter Galvánek (* 20. června 1933) byl slovenský a československý politik Komunistické strany Slovenska a poúnorový poslanec Národního shromáždění ČSSR.

## Biografie
Ve volbách roku 1960 byl zvolen za KSS do Národního shromáždění ČSSR za Středoslovenský kraj. V Národním shromáždění zasedal až do konce jeho funkčního období, tedy do voleb v roce 1964.